# هانس اشنیگر
هانس اشنیگر (هلندی: Hans Schnitger; ۵ اوت ۱۹۱۵ – ۲ مارس ۲۰۱۳) بازیکن هاکی روی چمن اهل هلند بود.